# Camille Catala
Camille Manoël Catala (Montpellier, 6 maggio 1991) è un'ex calciatrice francese, di ruolo attaccante.
Campionessa d'Europa con la formazione under-19 all'edizione di Macedonia 2010, ha indossato la maglia della nazionale maggiore per sei anni, disputando un'olimpiade e due campionati europei di categoria.

## Carriera

### Club

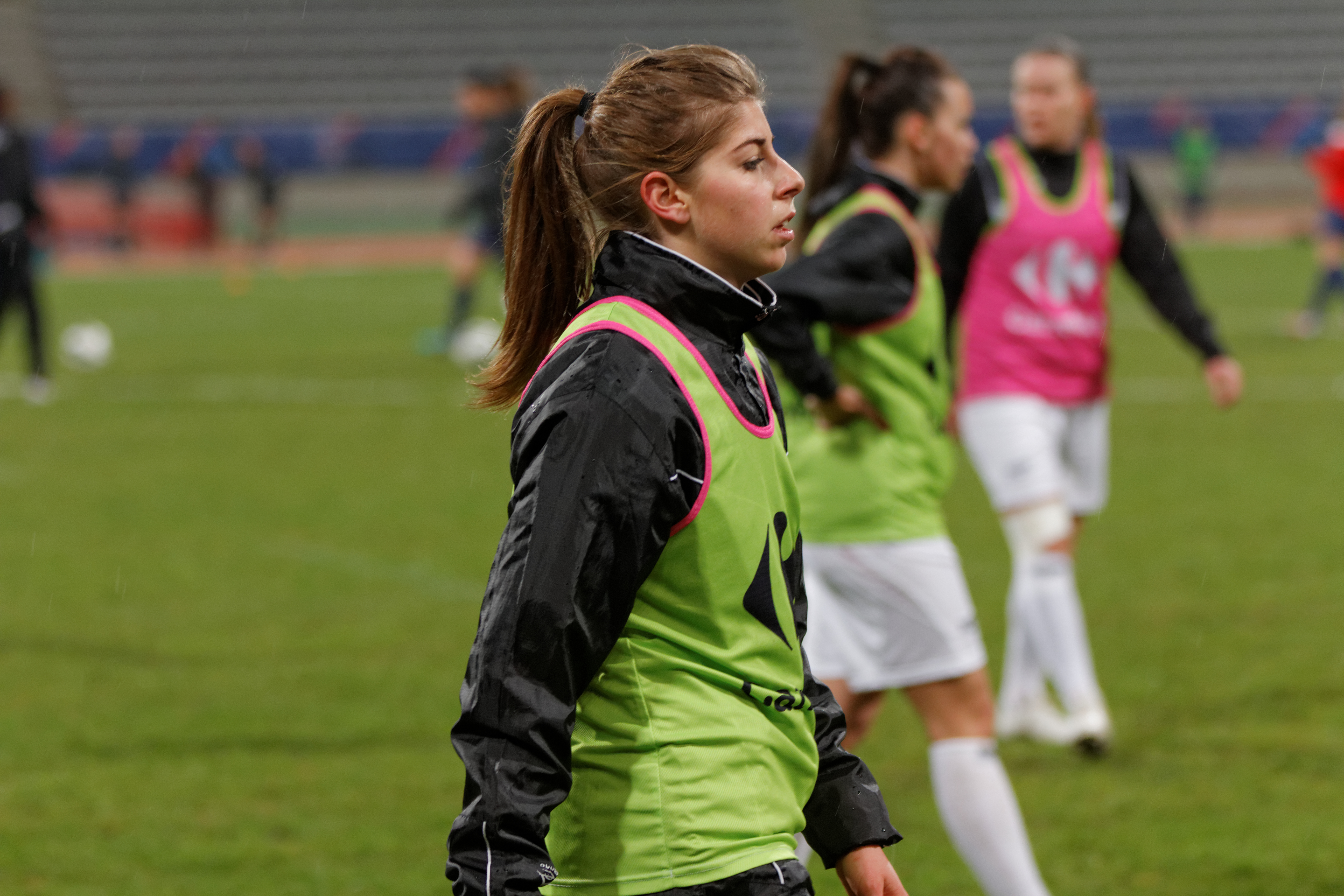
Catala nel 2013 al

Nata a Montpellier, inizia a giocare a calcio nella squadra di Saint-Christol-lès-Alès, dove rimane per due stagioni, dal 2006 al 2008. Nell'estate 2008, a 17 anni, si trasferisce al Saint-Étienne, dove gioca 4 stagioni di Division 1, segnando il primo gol il 10 maggio 2009, quando realizza al 53' il momentaneo 1-2 nel pareggio per 2-2 in rimonta in casa contro l'Yzeure. Con le biancoverdi ottiene un settimo posto, un sesto e due quinti, vincendo la Coppa di Francia nel 2011 e concludendo con 81 presenze e 26 gol.
Nell'estate 2012 passa al FCF Juvisy, debuttando il 9 settembre nel successo per 6-0 in casa contro l'Arras, dove gioca titolare e realizza l'ultima rete, al 94'. In bianconero gioca la Champions League 2012-2013, esordendo in Europa il 25 settembre 2012 in Svizzera contro lo Zurigo, nell'andata dei sedicesimi di finale, pareggiando per 1-1 e giocando tutti i 90 minuti. Arriva fino in semifinale dove viene eliminata dall'Olympique Lione, poi finalista perdente. Nelle cinque stagioni sotto il nome di FCF Juvisy gioca 99 gare segnando 25 volte arrivando tre volte terza, una volta quarta ed una quinta. Nel 2017 la società viene acquistata dal Paris FC, che la fa diventare la propria sezione femminile. 

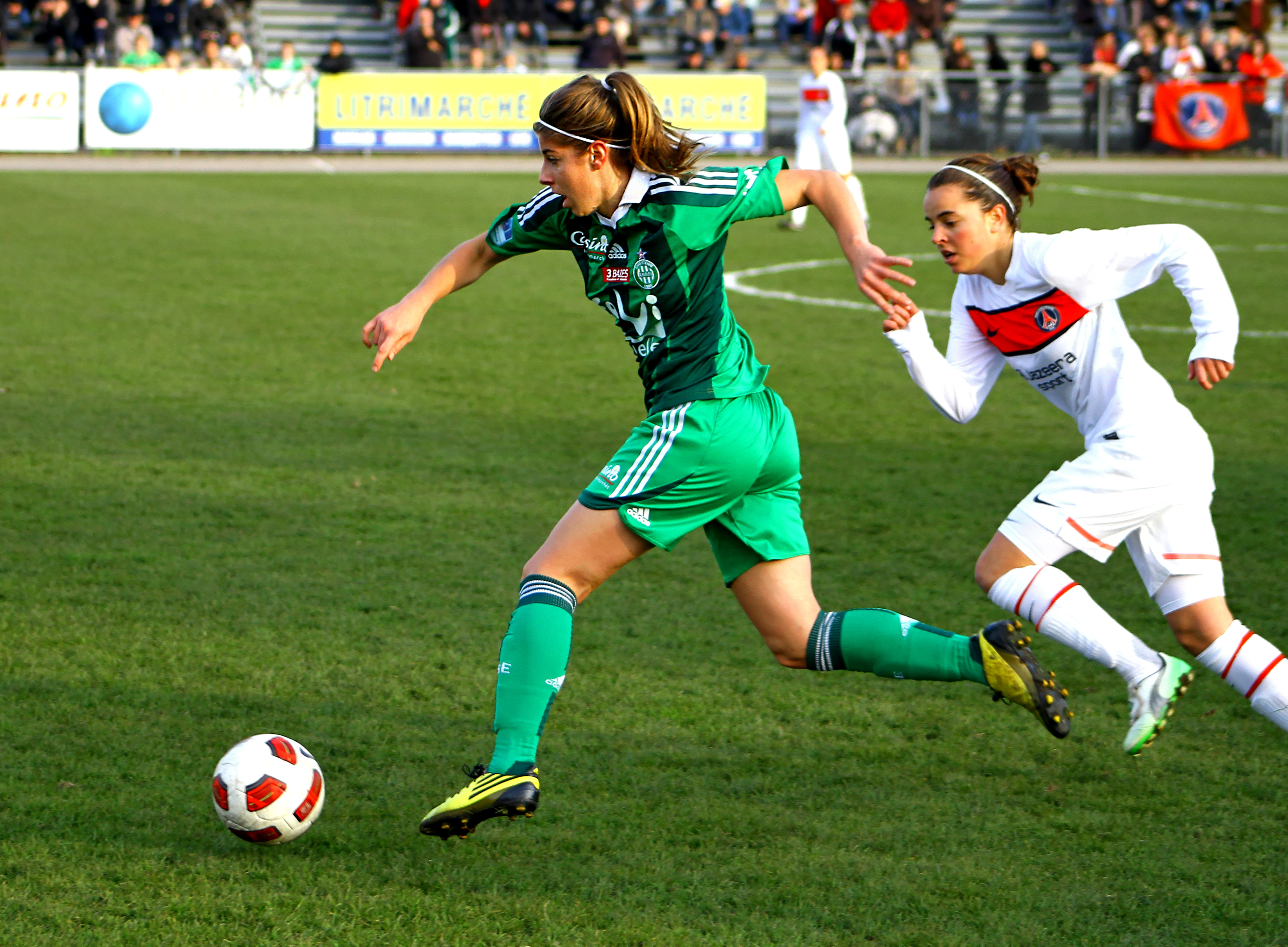
Catala nel 2011 con la maglia del contro il

Qui Catala gioca altre quattro stagioni, decidendo al termine della stagione 2020-2021, conclusa con un 4º posto in campionato, di chiudere la carriera.

### Nazionale
Nel 2008 gioca 3 partite in Under-17, segnando 1 gol, partecipando all'Europeo in Svizzera, dove perde in finale contro la  Germania e al Mondiale in Nuova Zelanda, dove esce nel girone.
Nel 2009 debutta in Under-19, dove fino al 2010 gioca 19 gare segnando 4 gol, e vincendo l'Europeo di categoria 2010 in Macedonia.
Sempre nel 2010, gioca con l'Under-20 3 gare, due nel Mondiale in Germania, nel quale esce al girone.
Il 26 ottobre 2011, a 20 anni, debutta in nazionale maggiore, nelle qualificazioni all'Europeo 2013 in Svezia, entrando al 69' della sfida vinta 5-0 in casa a Troyes contro Israele al posto di Eugénie Le Sommer.
Nel 2012 vince la Cyprus Cup e il 4 luglio segna per la prima volta con la Francia, realizzando il definitivo 6-0 al 68' nell'amichevole giocata ad Orléans contro la Romania.
Nello stesso mese il CT francese Bruno Bini la inserisce nella lista delle 23 per il torneo olimpico di Londra 2012. Catala gioca tre delle sei partite delle francesi, che vengono eliminate in semifinale dal Giappone e perdono la finale per il bronzo con il Canada, e segna un gol, quello del definitivo 5-0 nella seconda gara del girone, il 28 luglio a Glasgow contro la Corea del Nord.
L'anno successivo Bini la convoca anche per l'Europeo 2013, dove Les Blues vengono sconfitte ai quarti ai rigori dalla Danimarca e Catala gioca le due gare del girone vinte contro Russia e Inghilterra.
A fine competizione cambia il CT, con l'arrivo di Philippe Bergerôo, che la ignora, chiamandola soltanto per due gare a settembre 2013, facendole quindi saltare il Mondiale 2015 in Canada. Nel frattempo gioca con la Nazionale B, disputando 6 match tra 2014 e 2015.
Ritorna in nazionale con il nuovo commissario tecnico Olivier Echouafni, assunto dalla FFF a settembre 2016, che la convoca prima alla SheBelieves Cup e poi all'Europeo 2017 dei Paesi Bassi, non utilizzandola però mai nella competizione, dove la Francia esce ai quarti di finale contro l'Inghilterra.

## Palmarès

### Club
- Coppa di Francia: 1

Saint-Etienne: 2010-2011

### Nazionale
- Campionato d'Europa under 19: 1

Macedonia 2010
- Cyprus Cup: 1

2012
- SheBelieves Cup: 1

2017